# 운데카노산 테스토스테론
운데카노산 테스토스테론(영어: testosterone undecanoate)는 테스토스테론의 에스터이다. 남성의 성기능 감퇴 치료, 트랜스남성의 남성화 등 안드로젠 대체 요법을 할 때 투약한다. 상품명으로 아비드(Aveed), 안드리올(Andriol), 운데스토(Undestor), 네비도(Nebido), 판테스톤(Pantestone), 레스탄돌(Restandol) 등이 있다. 단백동화 스테로이드에 속하므로 운동선수들이 이 약물을 복용하는 것은 금지되어 있다. 한편, 수영선수 박태환이 인천 아시안게임 이전에 이 약물을 투여한 것으로 밝혀져 인천 아시안게임에서 받은 메달이 박탈되는 등의 징계를 받은 사실이 밝혀져 큰 논란을 불러일으켰다.

## 같이 보기
- 테스토스테론